# Renault RE20
Chronologie des modèles (1980)
Renault RS10 Renault RE20B
La Renault RE20 est la monoplace de Formule 1 conçue par Renault Sport pour le championnat du monde de Formule 1 1980. Elle succède à la Renault RS10. Jean-Pierre Jabouille et René Arnoux en étaient les pilotes.

## Résultats en championnat du monde de Formule 1

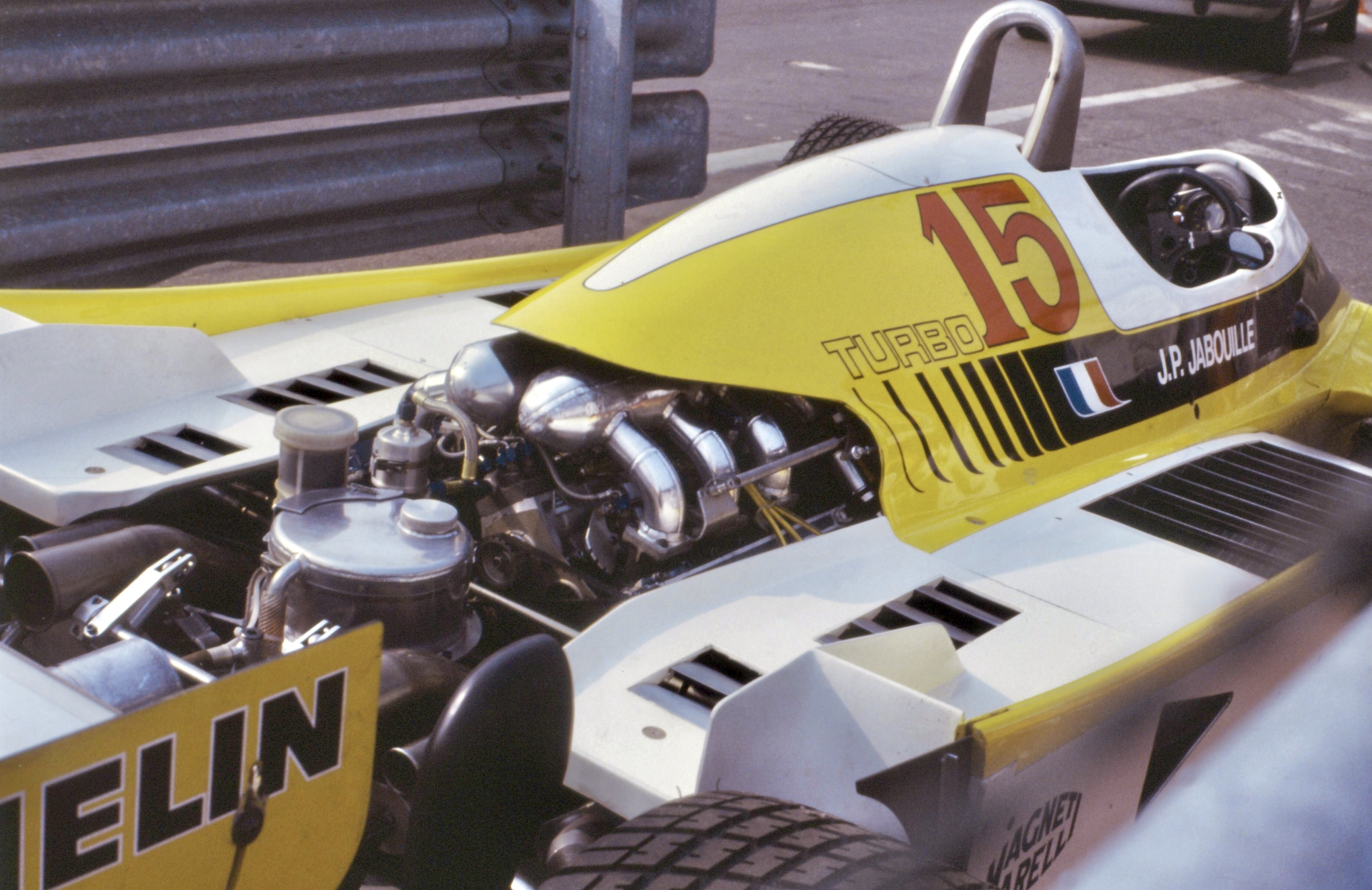
Moteur Renault V6 turbo sur la RE20.

| Saison | Écurie             | Moteur         | Pneus    | Pilotes               | Courses | Courses | Courses | Courses | Courses | Courses | Courses | Courses | Courses | Courses | Courses | Courses | Courses | Courses | Points inscrits | Classement |
| Saison | Écurie             | Moteur         | Pneus    | Pilotes               | 1       | 2       | 3       | 4       | 5       | 6       | 7       | 8       | 9       | 10      | 11      | 12      | 13      | 14      | Points inscrits | Classement |
| ------ | ------------------ | -------------- | -------- | --------------------- | ------- | ------- | ------- | ------- | ------- | ------- | ------- | ------- | ------- | ------- | ------- | ------- | ------- | ------- | --------------- | ---------- |
| 1980   | Équipe Renault Elf | Renault EF1 V6 | Michelin |                       | ARG     | BRÉ     | AFS     | EUO     | BEL     | MON     | FRA     | GBR     | ALL     | AUT     | P-B     | ITA     | CAN     | EUE     | 38              | 4e         |
| 1980   | Équipe Renault Elf | Renault EF1 V6 | Michelin | Jean-Pierre Jabouille | Abd     | Abd     | Abd     | 10e     | Abd     | Abd     | Abd     | Abd     | Abd     | 1er     | Abd     | Abd     | Abd     | Forf.   | 38              | 4e         |
| 1980   | Équipe Renault Elf | Renault EF1 V6 | Michelin | René Arnoux           | Abd     | 1er     | 1er     | 9e      | 4e      | Abd     | 5       | Nc      | Abd     | 9e      | 2e      | 10e     | Abd     | 7e      | 38              | 4e         |

Légende : ici 